# Маниаф, Афзал Афзалович
Афза́л Афза́лович Маниа́ф (тат. Әфзал Әфзал улы Мәниәф; 1897 — 9 февраля 1943 года) — советский партийный деятель. Член Коммунистической партии с 1917 года.

## Биография

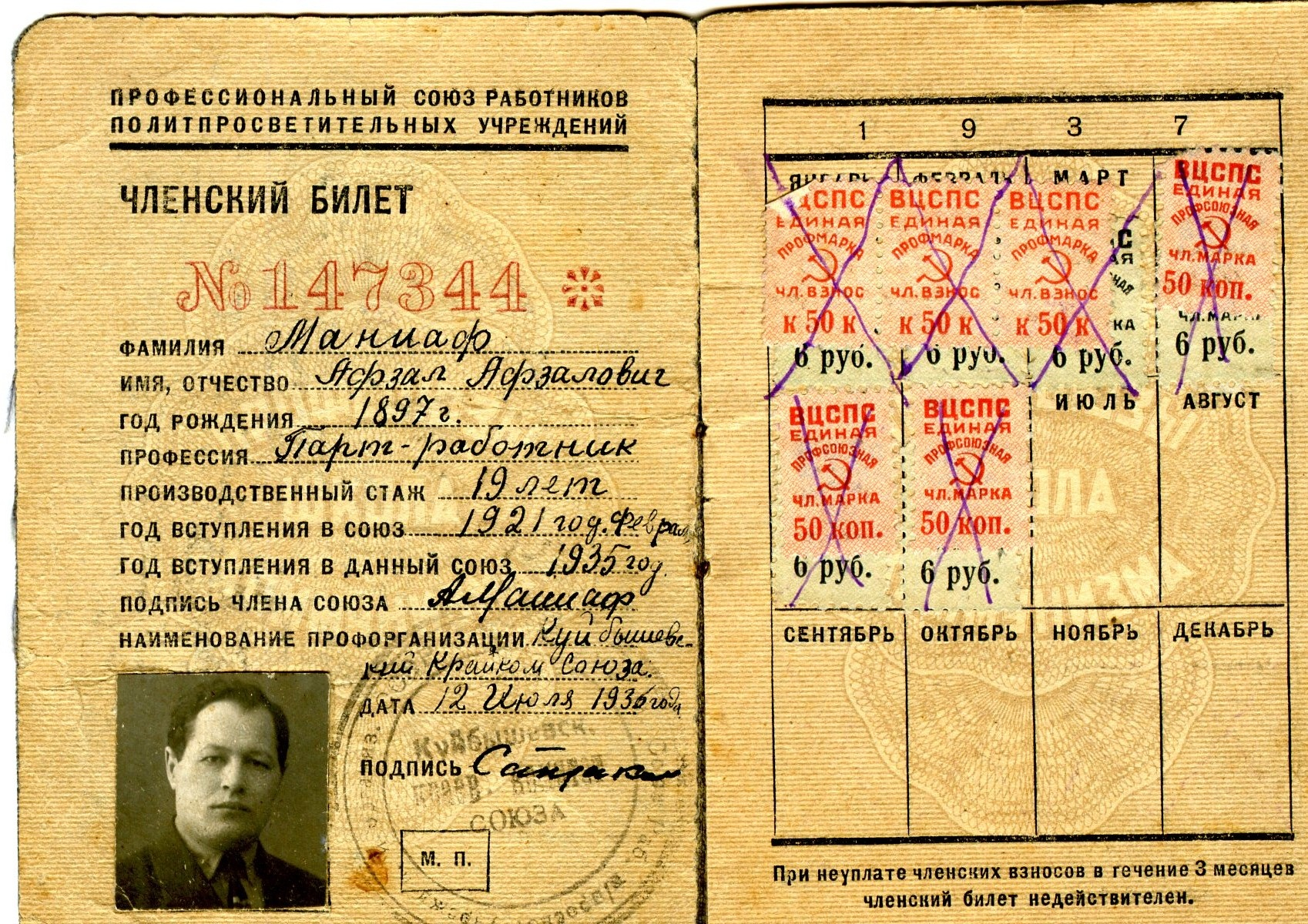
Профсоюзный билет Маниаф А. А.

Родился в селе Мёртвые Соли вблизи города Илецка Оренбургской губернии (ныне — село Боевая Гора, Соль-Илецкий район, Оренбургская область, Россия). Татарин.
Во время Гражданской войны — заместитель начальника политотдела 2-й Конной армии.
С 1921 года на партийной работе: член ЦИК Крымской АССР, первый секретарь ЦИК Крымской АССР.
В 1931—1935 годах учился в Москве в Промакадемии. В 1935 году направлен в Куйбышевский край, где работал вначале начальником политотдела, а затем первым секретарём райкома ВКП(б). В июле 1937 года, когда Куйбышевский обком ВКП(б) возглавлял П. П. Постышев, Маниаф А. А. был обвинён в национализме, исключён из партии и арестован. После освобождения жил у тёщи в Мелитополе. В 1938—1941 годах работал бухгалтером артели «Третья пятилетка» в Самарканде.
Во время Великой Отечественной войны, в сентябре 1941 года, призван в РККА.
Погиб 9 февраля 1943 года при наступлении на Харьков.
Из письма Дубинина Николая Александровича — однополчанина А. А. Маниафа: «В боях в селе Тарановка, в 30 километрах от Харькова, Маниаф А. А. тяжело ранили [оторвало ногу]. По приказу мы отошли, не успев вывезти раненых. Дом, в котором находился т. Маниаф, сгорел. Не стало нашего боевого друга. Вечная ему память…. 13 июня 1943 г.»
Гвардии сержант Маниаф А. А. похоронен в селе Западня Змиёвского района Харьковской области Украины.

## Факт
Попал в плен к белым во время Гражданской войны. Его закопали по шею в землю и оставили умирать. Если бы не подоспевшие красноармейцы, его биография закончилась бы уже тогда.